# 三葉星雲
三裂星雲（也稱為M20、NGC 6514 ）是位於人馬座的一個電離氫區。它是夏爾·梅西耶在1764年6月5日發現的，它的名稱意義為'分為三片'。這個天體是恆星的疏散星團與發射星雲（下方，紅色部分）、反射星雲（上方，藍色部分）和暗星雲（在發射星雲中造成三叉的黑暗縫隙）的異常組合；這個暗星雲也稱為巴納德85。通過小望遠鏡觀賞，三裂星雲是一個明亮且異常的天體，因此經常是業餘天學家的最愛。
三裂星雲在銀河系的盾牌臂中，是一個恆星形成區。
在這一區中質量最大的恆星是HD 164492A，其質量在20倍太陽質量以上，光譜為O7.5III。
這顆恆星在擁有3,100顆年輕恆星的星團之中。

## 性質
1997年，天文學家利用哈伯太空望遠鏡對這個星雲進行了一項調查，使用濾鏡分別篩檢出氫原子、電離的硫原子、和雙電離的氧原子的發射譜線。使用這些影像組合成一張模擬眼睛觀察星雲顏色的假色影像
特寫的影像顯示出濃密的塵埃和氣體雲，顯示這是一個充滿胚胎恆星的恆星苗圃，而這片雲氣距離星雲中心遠達8 ly。一個恆星噴流從雲的頭部伸出來大約0.75 ly長。噴流是恆星形成時排出的廢氣，來源是雲層深處的一顆年輕恆星體，而來自星雲中新恆星的輻射使噴流發光。
影像還顯示噴流右側的手指樣莖。它從密密的頭部直接指向三裂星雲提供能源的恆星。此莖是蒸發氣體球或"EGG"的突出例子。莖倖存下來的原因是它的尖端是一個氣體結，其密度足以抵抗來自恆星的強大輻射，才不至於被吃掉。
在2005年1月，NASA的史匹哲太空望遠鏡發現了30顆胚胎恆星和120顆在可見光圖像中未能看見的新生恆星。
三葉星雲與地球的距離大約5000 光年，視星等6.3等。

## 圖集

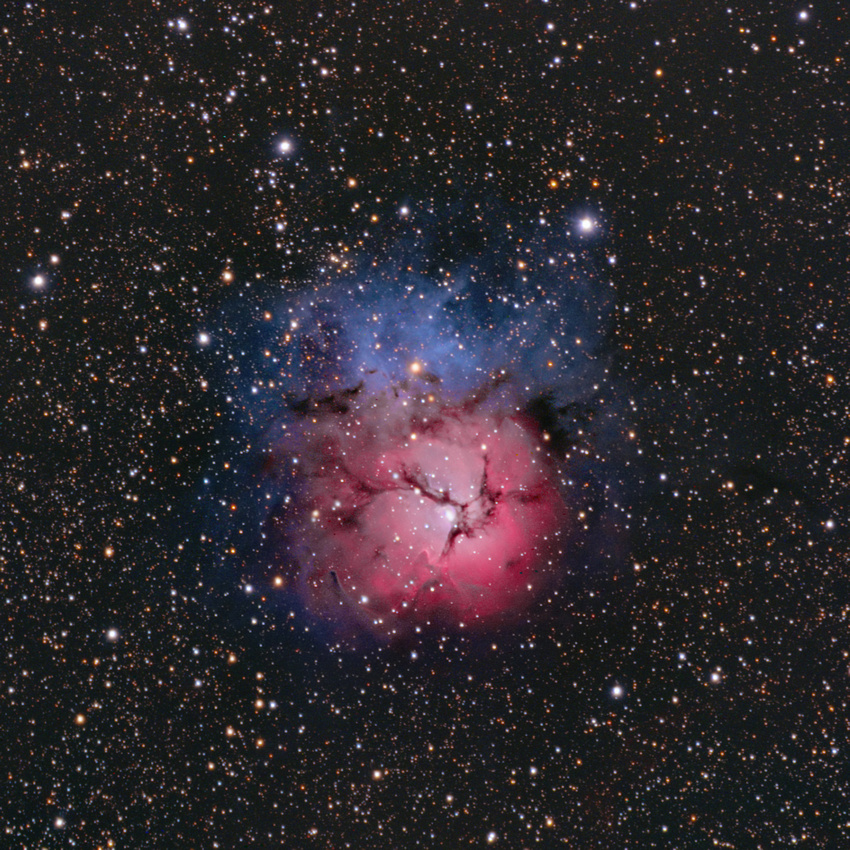
業餘天文望遠鏡看見的M20。
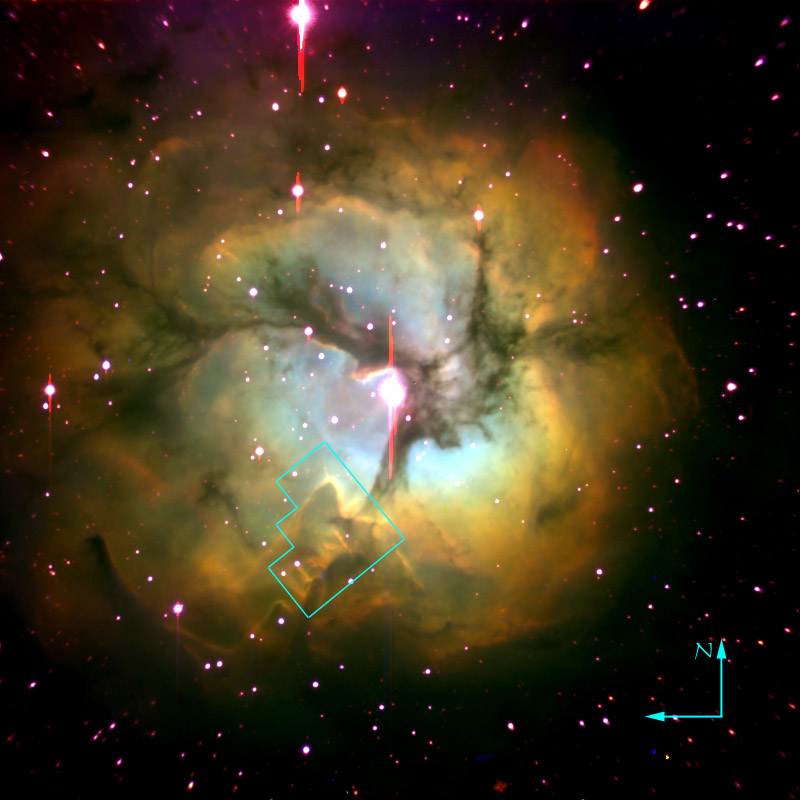
三裂星雲。其輪廓區域的亮度被強化處理。
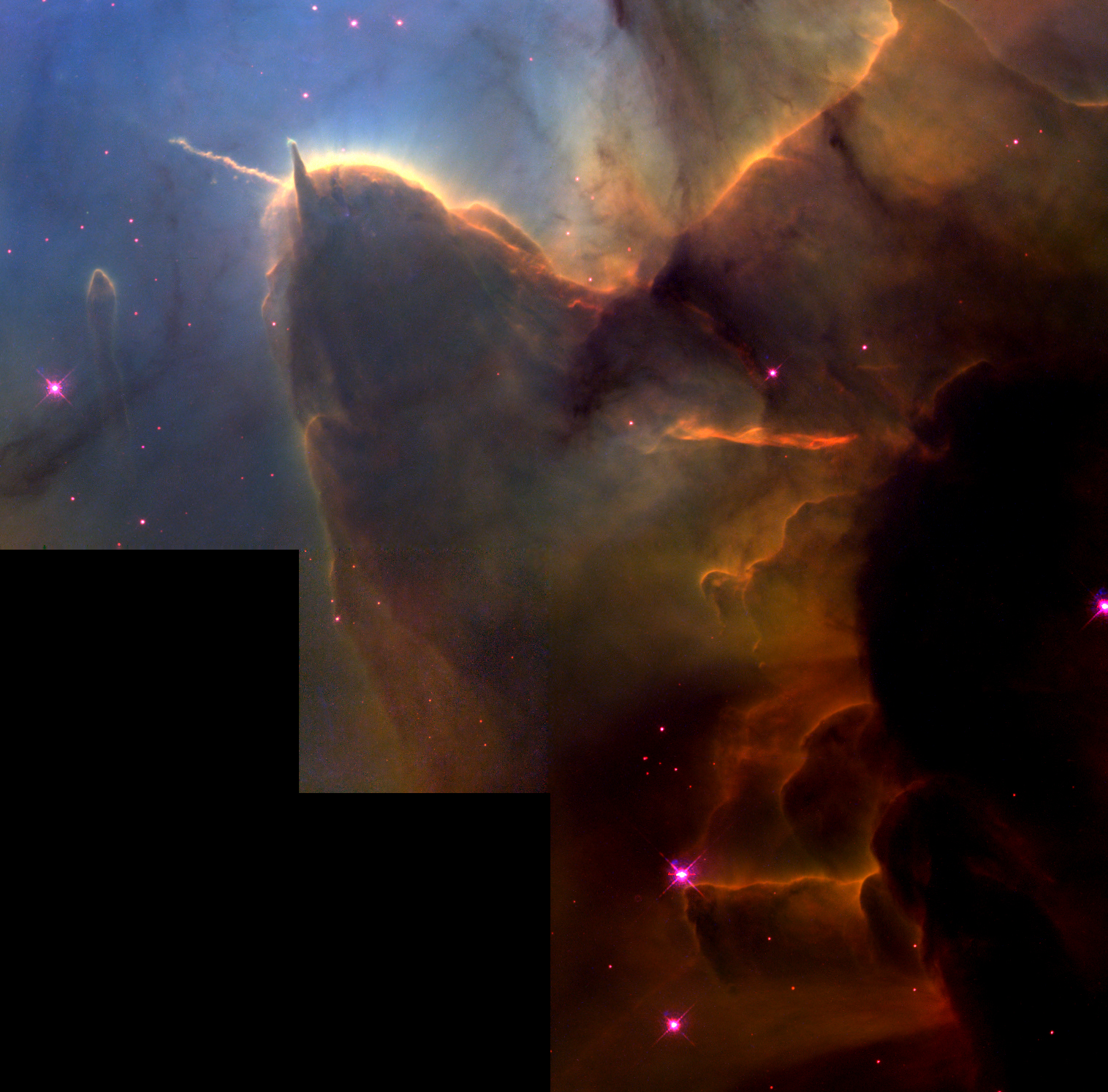
哈伯的三裂星雲恆星噴流影像。
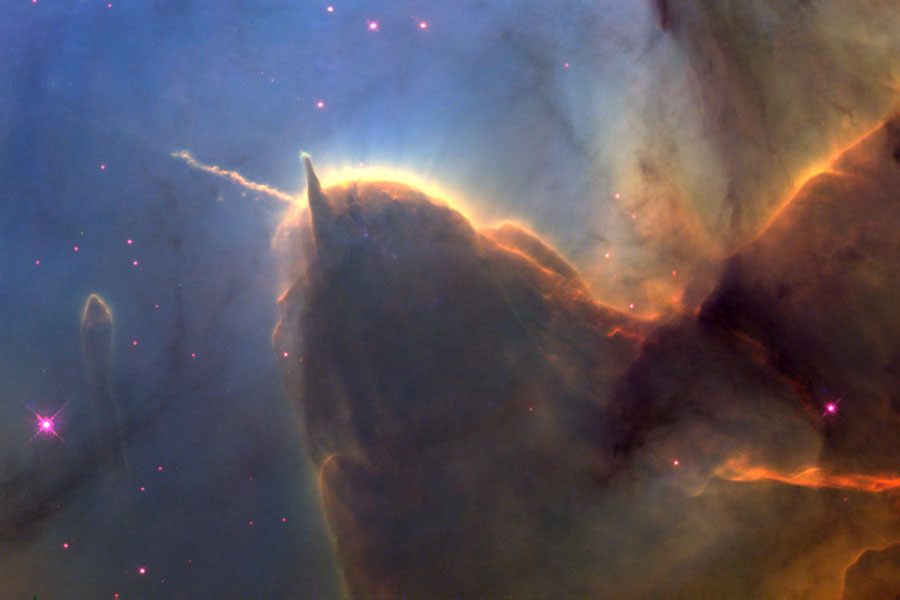
哈伯影像：噴流的特寫。
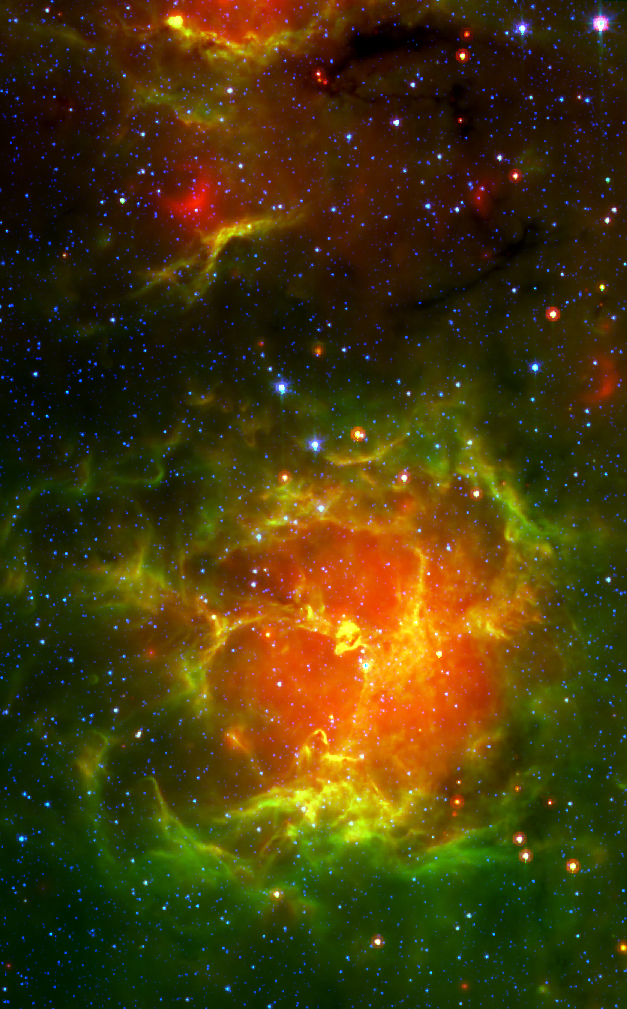
史匹哲太空望遠鏡以紅外線拍攝的三裂星雲。以可見的顏色顯示3.6、8.0，和24微米的光。
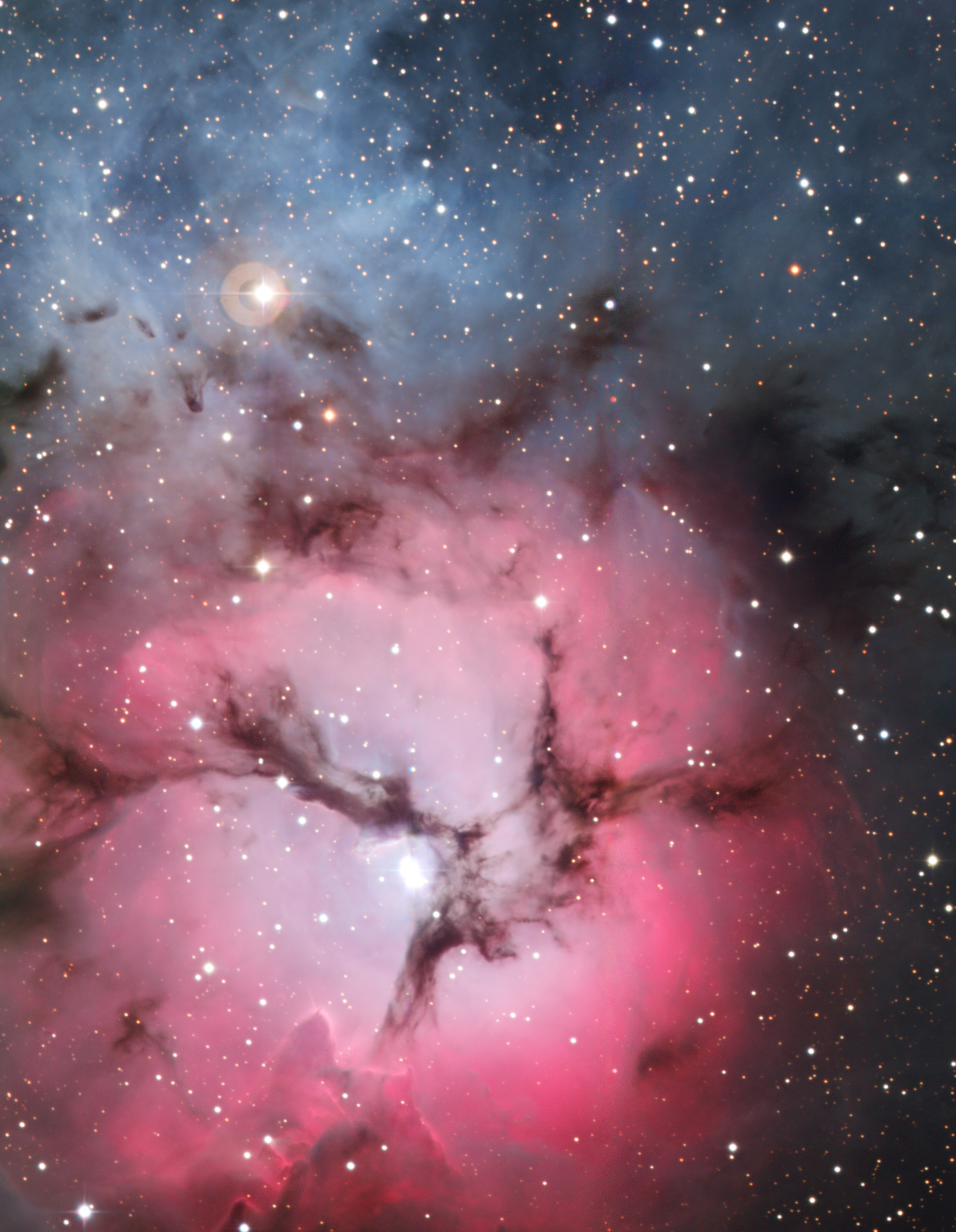
三裂星雲是三種類型星雲的罕見組合，揭示了新形成恆星的爆發，並指出未來還有更多的恆星會誕生。
- 此一視頻依序比較了VVV VISTA巡天望遠鏡的三裂星雲紅外光影像與小望遠鏡熟悉的可見光影像。

## 外部連結
- Spitzer IR Trifid discoveries（页面存档备份，存于）
- Messier 20（页面存档备份，存于）, SEDS Messier pages
- Trifid Nebula at ESA/Hubble（页面存档备份，存于）
- Merrifield, Michael. . Deep Sky Videos. Brady Haran.   [2020-09-12]. （原始内容存档于2020-08-21）.
- WikiSky上关于The Trifid Nebula的内容：DSS2, SDSS, GALEX, IRAS, 氢α, X射线, 天文照片, 天图, 文章和图片
- Trifid Nebula at Constellation Guide（页面存档备份，存于）